# Regiunea Denguélé
Regiunea Denguélé este una dintre cele 19 unități administrativ-teritoriale de gradul I ale statului Coasta de Fildeș.